# Тензометрія
Тензоме́трія (від лат. tensus — напружений та грец. μετρέω — вимірюю) — сукупність експериментальних методів визначення напружено-деформованого стану матеріалу елементів конструкції. Базується на вимірюванні деформацій у зовнішніх шарах деталі за допомогою тензодатчиків та реєструвальної апаратури або визначенні змін інших параметрів матеріалу (наприклад, акустичних властивостей, величин подвійного променезаломлення або обертання площини поляризації світла у навантажених прозорих деталях тощо), викликаних механічним напруженням у ньому.

## Методи тензометрії
Виходячи з фізичних принципів, вирізняють наступні основні методи тензометрії: рентгенівські, поляризаційно-оптичні, інтерференційні, акустичні, крихких покриттів, гальванічних покриттів, а також, методи, що ґрунтуються на масштабному перетворенні деформацій конструкцій з використанням тензометрів.

### Рентгенівські методи
При деформації матеріалу змінюються міжатомні відстані у кристалічній ґратці матеріалу досліджуваного об'єкту, що може бути визначене рентгеноструктурними методами. Рентгенівські методи застосовні лише для матеріалів з кристалічною структурою.

### Поляризаційно-оптичні методи
Для дослідження деформацій оптично прозорих деталей застосовують методи, що ґрунтуються на ефекті виникнення подвійного променезаломлення або повороту площини поляризації за умов прикладання навантаження. При цьому макет деталі, виготовлений з оптично-прозорого матеріалу розташовують між перехрещеними поляризаторами і у наскрізному просвітленні спостерігають візуалізовану картину розподілу напружень.

### Інтерференційні методи
Методи ґрунтуються на вимірюванні малих зміщень поверхонь, що реєструються за інтерференційними картинами від світлових когерентних хвиль, методами муарових візерунків тощо.

### Акустичні методи
При навантаженні деталей змінюються акустичні параметри матеріалу, такі як швидкість звуку, акустичний опір, затухання. Ці зміни можуть бути виміряні з використанням п'єзоелектричних давачів.

### Метод крихких покриттів
В основу методу покладено ефект утворення тріщин під дією навантажень на об'єкт дослідження у тонкому шарі крихкого покриття, попередньо нанесеного на поверхню цього об'єкта дослідження. Висока крихкість покриття, що забезпечує утворення у ньому тріщин за відносних видовжень, менших за границю плинності матеріалу об'єкту. Похибка визначення деформацій і напружень цим методом досягає 10…20 %.

### Метод гальванічних покриттів
Якщо на поверхню об'єкта дослідження нанести гальванічним способом покриття товщиною до 0,01 мм з міді або її сплавів, то при повторно-перемінному навантаженні об'єкта на поверхні покриття з'являються темні плями, інтенсивність яких зростає із зростанням числа циклів навантажень та величини напружень. Цей ефект дозволяє оцінювати напруження у об'єкті за відомого числа циклів і навпаки — встановлювати число циклів навантажень за відомих напружень.

### Методи з використанням тензометрів
Тензометрами називають прилади для вимірювання деформацій. За принципом дії тензометри поділяються на механічні, електричні, оптичні, пневматичні, акустичні. До складу тензометра входить тензометричний датчик і показувальні (індикатори) та/або реєструювальні пристрої.
В більшості механічних тензометрів вимірювана деформація зумовлює зміну віддалі між двома призмами, що контактують з тілом, і ця зміна передається на спеціальний відліковий пристрій важільним, важільно-гвинтовим або гвинтово-зубчастим механізмом.
Робота пневматичних тензометрів ґрунтується на вимірюванні тиску стисненого повітря у соплі, що примикає до поверхні досліджуваної деталі. Зміна відстані від поверхні до торця сопла викликає зміну тиску, яка реєструється.
Електричний тензометр переважно реалізують на базі тензодатчика, що являє собою резистор, опір якого змінюється при деформації. Його приклеюють до поверхні деталі, яку тестують, так щоб він деформувався разом з нею. Використовуються одиночні тензорезистори або їх блоки, з'єднані за схемою моста або напівмоста. Дані тензодавачів обробляють на комп'ютері у реальному часі.
Для вимірювання деформацій в багатьох точках досліджуваного об'єкта і забезпечення засобами обробки даних, реєстрації, вироблення керувальних сигналів або передачі сигналів у системи керування використовують багатоканальну апаратуру, що носить назву «тензометрична станція».

## Застосування тензометрії
Тензометрія широко використовується для вимірювання ваги (маси), зокрема, при контролі продуктивності стрічкових конвеєрів, вимірюванні маси транспортних засобів (автомобілів, залізничних вагонів), маси матеріалу в бункерах, а також, в манометрах, динамометрах, торсіометрах (датчиках крутного моменту) тощо.